# Koudekerke
Koudekerke (51° 29′ N, 3° 33′ L) é uma cidade dos Países Baixos, na província de Zelândia. Koudekerke pertence ao município de Veere, e está situada a 3 km, a noroeste de Vlissingen.
Em 2001, a cidade de Koudekerke tinha 2687 habitantes. A área urbana da cidade é de 0.55 km², e tem 1133 residências. 
A área de Koudekerke, que também inclui as partes periféricas da cidade, bem como a zona rural circundante, tem uma população estimada em 3300 habitantes.